# Kuba Guzik i dzika trzynastka
Kuba Guzik i dzika trzynastka (niem. Jim Knopf und die Wilde 13) – niemiecki film przygodowy z 2020 roku w reżyserii Dennisa Gansela, powstały na podstawie powieści pod tym samym tytułem autorstwa Michaela Ende.

## Obsada
| Rola                             | Aktor                  |
| -------------------------------- | ---------------------- |
| Kuba Guzik                       | Solomon Gordon         |
| Kuba Guzik                       | Serafin Mishiev (głos) |
| Łukasz                           | Henning Baum           |
| pani Jak                         | Annette Frier          |
| Król Alfons Za Kwadrans Dwunasty | Uwe Ochsenknecht       |
| pan Rękawek                      | Christoph Maria Herbst |
| księżniczka Li Si                | Leighanne Esperanzate  |
| księżniczka Li Si                | Hedda Erlebach (głos)  |
| Ping Pong                        | Eden Gough             |
| Ping Pong                        | Franz Hagn (głos)      |
| Top Top                          | Milan Peschel          |
| Sursulapitschi                   | Sonja Gerhardt         |
| Nepomuk                          | Michael Herbig (głos)  |
| Pani Zębol                       | Judy Winter (głos)     |
| cesarz Mandali                   | Kao Chenmin            |
| cesarz Mandali                   | Fred Maire (głos)      |
| Han Gong                         | Hon Ping Tang          |
| Han Gong                         | Tilo Schmitz (głos)    |
| Kapitan Dzikiej Trzynastki       | Rick Kavanian          |
| Dzika Trzynastka                 | Rick Kavanian          |
| strażnik Miasta Smoków           | Reiner Schöne (głos)   |
| Narrator                         | Thomas Fritsch (głos)  |